# Philotermes pilosus
Philotermes pilosus är en skalbaggsart som beskrevs av Ernst Gustav Kraatz 1857. Philotermes pilosus ingår i släktet Philotermes och familjen kortvingar. Inga underarter finns listade i Catalogue of Life.